# Distretto di Dera Ghazi Khan
Il distretto di Dera Ghazi Khan (in urdu: ضلع ڈیرہ غازی خان) è un distretto del Punjab, in Pakistan, che ha come capoluogo Dera Ghazi Khan. Nel 1998 possedeva una popolazione di 1.643.118 abitanti.